# Nerea Martí
Nerea Martí (Albalat dels Sorells, 2 januari 2002) is een Spaans autocoureur. 

## Autosportcarrière
Martí begon haar autosportcarrière in het karting op de kartbaan van haar vader. Tegen het einde van haar kartloopbaan tekende zij een contract met Fórmula de Campeones Praga, het team van het Circuit Ricardo Tormo Valencia, om haar debuut in het formuleracing te kunnen maken. In 2019 kwam zij voor dit team uit in het Spaanse Formule 4-kampioenschap. Al in de tweede race van het seizoen op het Circuito de Navarra behaalde zij haar eerste podiumfinish met een tweede plaats achter Belén García. In de rest van het seizoen kwam zij tijdens races echter niet meer verder dan een aantal zevende plaatsen. Met 35 punten werd zij zestiende in het kampioenschap. Daarnaast werd zij tweede in de Female Trophy achter García, die evenveel punten had gescoord, maar vanwege haar overwinning hoger werd geklasseerd.
In 2020 zou Martí uitkomen in de W Series, een kampioenschap waar enkel vrouwen aan deelnemen, maar het seizoen werd afgelast vanwege de coronapandemie. In de rest van het jaar kwam zij niet meer in actie tijdens races. In 2021 maakte zij alsnog haar racedebuut in de W Series bij het team W Series Academy. Zij behaalde een podiumplaats op de Hungaroring en eindigde in elke race in de top 10. Met 61 punten werd zij achter Jamie Chadwick, Alice Powell en Emma Kimiläinen vierde in het kampioenschap. In 2022 reed zij voor het team Quantfury W Series Team en behaalde zij haar eerste pole position in de seizoensopener op het Miami International Autodrome. In de tweede race op hetzelfde circuit behaalde zij een podiumplaats. Ook op het Circuit Paul Ricard eindigde zij op het podium. Met 44 punten werd zij zevende in de eindstand.
In 2023 stapte Martí over naar de F1 Academy, een nieuwe klasse voor vrouwen die door de Formule 1 wordt georganiseerd, waarin zij voor Campos Racing reed. Zij behaalde een zege op Paul Ricard en stond daarnaast nog vijf keer op het podium. Met 181 punten werd zij achter Marta García, Léna Bühler en Hamda Al Qubaisi vierde in de eindstand. Ook reed zij voor Campos in een weekend van de Formula Winter Series in Valencia, waar zij zevende en tiende in de races werd.
In 2024 bleef Martí actief in de F1 Academy bij Campos. Zij stond viermaal op het podium op het Jeddah Corniche Circuit, het Circuit de Barcelona-Catalunya, het Circuit Zandvoort en het Yas Marina Circuit. Met 136 punten werd zij wederom vierde in de eindstand, ditmaal achter Abbi Pulling, Doriane Pin en Maya Weug. Tevens reed zij in twee raceweekenden van de Spaanse Formule 4, waarin zij in de races niet verder kwam dan een 22e plaats in Valencia.